# Pariser Einzugsmarsch
Pariser Einzugsmarsch (em português, "entrada parisiense") é uma marcha militar alemã composta por Johann Heinrich Walch.
Em 31 de março de 1814, ela foi tocada perante os soberanos das potências da coalizão - imperador Francisco I, czar Alexandre I e rei Frederico Guilherme III - para comemorar a captura de Paris ao final da Guerra da Sexta Coalizão. A marcha tornou-se muito popular no Império Alemão, na República de Weimar e no Terceiro Reich como um símbolo da "inimizade hereditária" franco-alemã.
Em junho de 1940, a marcha foi novamente tocada em Paris, desta vez para o desfile do Exército alemão, subseqüentemente à capitulação francesa na Segunda Guerra Mundial. Na República Federal da Alemanha a marcha é raramente tocada em público dado o seu contexto histórico problemático. Na Rússia, ela goza de muita popularidade e faz parte de seu repertório musical militar desde 1814.

## Galeria

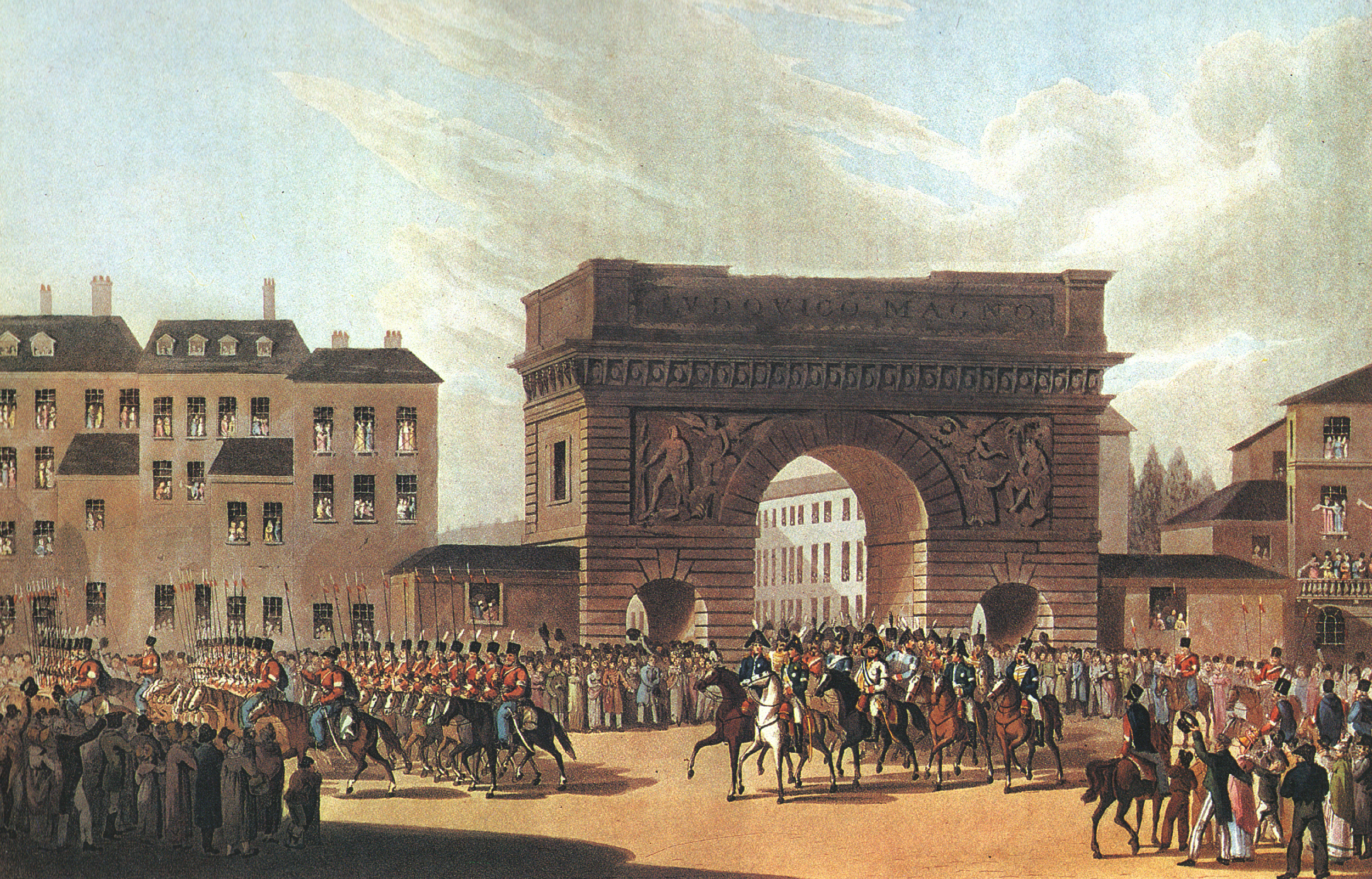
O Exército Russo entrando em Paris (1814).
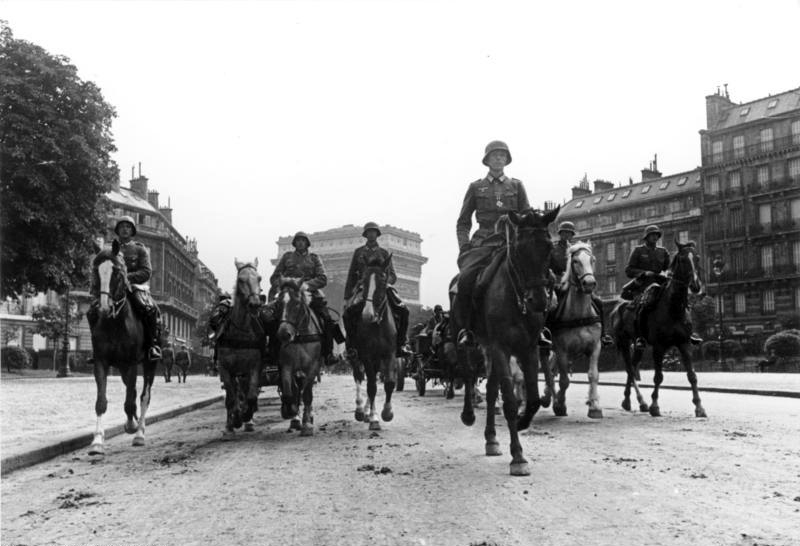
Cavalaria alemã na Avenue Foch (1940).
Exército alemão sob o Arco do Triunfo (1940).